# Cosmisoma albohirsutotibialis
Cosmisoma albohirsutotibialis là một loài bọ cánh cứng trong họ Cerambycidae.